# Велика (Плав)
Велика је насеље у општини Плав, у Црној Гори. Према попису из 2011. било је 308 становника (према попису из 2003. било је 417 становника).

## Географија
Село Велика је планинско насеље које се налази на истоку Црне Горе. Раштркано је по падинама околних брда и планина и уској долини Величке ријеке, а простире се на површини од 5.027 ha и надморској висини између 900 и 1.700 метара. Осим уске долине Величке реке, где је земљиште плодније и погодније за земљорадњу, остали део насеља углавном чине шумско-пашњачка земљишта. Од околних планина посебно је значајна планина Чакор, на старословенском језику сурова планина, чија је прошлост судбински везана са Великом.

## Историја

### Средњи вијек
Први писани траг где се помиње село Велика, је у Хрисовуљи манастира Високи Дечани писаној 1330. године.
Велика је тада припадала Србији којом је владао Стефан Урош III Дечански, а Велика је била метох манастира Високи Дечани.
Од 1356. године до 1421. године Зетом владају Балшићи. Велика и Горње Полимље у једном кратком периоду су припадали Зети и Балшићима.
Године 1455, у области Бранковићи, којој су припадали Велика и Горње Полимље, извршен је попис становништва.

### Турска владавина
1479. година Окупиране српске земље, од стране турских османлија, организују и деле на санџаке. Велика и Горње Полимље припајају Скадарском санџаку.
1582-83. Турци у Полимљу врше попис становништва. Документи који и данас постоје, говоре да на територији Горњег Полимља, Велике, Плава и Гусиња живи искључиво српско — православно становништво.
Которски племић и путописац Маријан Болица је 1614. године извршио попис становништва у Скадарском санџаку, коме припадају Велика и Горње Полимље.
Године 1574. Махмут Беговић напада и пали Велику и Горњу Ржаницу.
1859. година. Да би повратили своју власт и осветили се Величанима због аутономије и Француске заштите, Турци су изненада и дивљачки напали Велику. Турци и Шиптари су напали из правца Пећи, Ђаковице, Плава и Гусиња. Напад је организовао и водио гусињски мундир Али-бег (касније Али-паша). Том приликом су спалили више стотина кућа, убили преко двадесет људи, махом стараца и дјеце, педесет жена углавном девојака и невеста су одвели у ропство. Опљачкали су око 5.000 оваца, око хиљаду говеда и коња и покрали остало покућство.
1862. година. Турска војска ушла у Велику, Горњу Ржаницу, Машницу, Мурину, Улотину, Грачаницу. Сва села су спаљена и опљачкана. Тог дана је погинуо Илија Шошкић — стотинаш, Илија Драговић из Ђулића и други.
1866. година. Турска војска поново напада Велику, пљачка и пали. Велички капетан Милета Кривановић — Пауновић, Милета Стаматовић и 10 других главарских породица протјерано из Велике у Сургун у Босни.
1876. година. Велика се дигла на устанак. По наређењу краља Николе, претходних година Велика и Шекулар нису учествовали у бунама. 16. март. Раде Микић и Трифун Лабан су разорили турску фортицу — караулу на Иван пољу и побили турску посаду. 10. мај. Формира се Полимски батаљон. За командира батаљона постављен Трифун Лабан. 18. август. Уништене су турске куле на Крушеву, Превији, Пшеничишту, Грачаници, Горњој Ржаници, Сућесци и Лугама. Приликом ових акција, употребљена је претеча данашњег тенка, којег су измислили Раде Микић и Трифун Лабан. На колима направљеним од сувих букових дебелих дасака, гурани су „лагуми“ направљени од пуњеног барута у говеђе коже којима су гађани Турци. Црногорским устаницима командовао је Миљан Вуков, а турском војском Хусеин паша. Истог дана, турци су напали, опљачкали и запалили Велику, Горњу Ржаницу и Новшиће.
1690. година. Због турског терора, српско — православно становништво са Патријархом српским Арсеније Чарнојевић, принуђено је на исељавање са простора данашње Македоније, јужне Србије — Косова и Метохије, северне Албаније и Црне Горе. Простори Велике и Горњег Полимља остају скоро потпуно пусти. Неколико деценија након сеобе, Шиптари — Клименти долазе у долину Лима.
1738. година. Српско — православно становништво поново је приморано на исељавање са Патријархом српским Арсеније IV Јовановић. На просторима Велике и Горњег Полимља остају ретке српске породице — Живаљевићи, Петровићи, Лабани, Раденовићи.
1809. година. Први српски устанак, подигнут 1804. године, под вођством вожда Карађорђе Петровић, пробудио је наду у читавом српском народу. Народ Велике и Полимља је дао огроман допринос Устанку у овим крајевима и са одушевљењем је дочекао 1809. годину, Карађорђеве устанике и војводе Чолак Анте и Хаџи-Продан Глигоријевић, који су направили утврђење на Превији (Карађорђеви шанчеви). Поделили су седам барјака у Васојевићима. Један од тих барјака донели су са четом Радич Зоговић и Косто Вујошевић из Куча и поставили га на обалу Плавског језера.
1850. година. Од 1850. до 1857. године, Велика је добила аутономију. Велички прваци на челу са попом Дмитром Поповићем, убедили су француског конзула Екара у Скадру, да испослује код Наполеон III да Француска република стави Велику под своју заштиту. Велика је добила аутономију. Изабран је кнез Вељо Ивезић, чиме је Велика постала Кнежевина и била је под заштитом Француске.
1854. година. Након отварања школе на Цетињу, у Велици у Вукадиновом потоку у кући Арсенија Татића Јокића, почела је са радом прва основна школа. Једног од првих учитеља Стевана Михајловића је довео из Пећи, поп Дмитар Поповић. Учитељ је радио у Велици до 1867. године. Један од првих ученика школе у Велици, Илија Вучетић је први доктор наука у Црној Гори.
1886. година. У Велици се отвара државна основна школа. Претходно 1854. и 1864. године, радиле су приватне основне школе у Велици.
1857. година. Формиране су Полимска и Величка капетанија. За Величког капетана изабран Милета Кривановић — Пауновић.
1878. година. Санстефански споразум је први међународни документ након Турске окупације, по коме су Велика и Горње Полимље припали Црној Гори.
1878. година. На Берлинском конгресу је направљен уговор, постигнут између великих сила, по којем се Велика и сва околна села укључујући Плав и Гусиње, припајају Црној Гори. Тако је правно завршена више-вековна Турска окупација. За формалну и стварну слободу, народ Велике и Горњег Полимља ће се изборити тек у првом Балканском рату 1912. године.
1879. година. На Берлинском конгресу је донета одлука да турска Висока порта мирним путем преда Плав и Гусиње Црној Гори. Турци су тај услов прихватили, али су тајно припремали отпор. Али-паша Шабанагић гусињски имајући турску подршку, није хтео мирним путем да преда књазу Николи Плав и Гусиње. Ни књажева дипломатска активност није уродила плодом. Црногорска војска је под командом кучког војводе Марка Миљанова са брдским племенима Васојевића, Куча и Братоножића те мјесним борцима Велике, Шекулара и Машнице, почела припреме у јесен 1879. године, да војно ослободи Плав и Гусиње. Бици на Новшићу је претходило турско обећање Књазу Николи да ће Турци мирно предати Плав и Гусиње, услед чега је Књаз распустио половину црногорске војске, а остала половина је заузела одбрамбене позиције. У борбама на Новшићу бројчано надмоћнија Али-пашина војска потпомогнута турском војском и Шиптарима из Пећи, Ругове и Албаније (између 10 и 15 хиљада бораца), војно је поразила малобројну црногорску војску (око 4.000 бораца).
1880. година. Након битке на Новшићу, уследио је други напад турско-шиптарске војске на положаје црногорске војске у Пепићу и Мурини. Напад се догодио другог дана Божића. Битка је трајала седам сати и Али-пашина војска је била натерана да одступи ка Плаву и Гусињу.
Први балкански рат је почео црногорском објавом рата Турској 8. октобра 1912. године. Рат Турској су објавили и Краљевина Србија, Краљевина Бугарска и Краљевина Грчка. Сутрадан 9. октобра, црногорска војска је напала Турке.
Величани су на Ћафи Приједолској почели борбе 10 дана прије званичне објаве рата и почетка Првог балканског рата. Величанима је припала част да први започну борбу против вишевјековног непријатеља, након чега је и дошло до објаве рата и укључивање у борбу свих балканских народа за коначну слободу.
1912. година. Одмах по преласку црногорско-турске границе ослобођен је Мојковац (9. октобар), Бијело Поље (11. октобар), Беране (16. октобар), Плав (19. октобар), Гусиње (20. октобар), Рожаје (26. октобар), Пљевља (28. октобар), Пећ (30. октобар), Дечани (2. новембар). Црногорска војска је заједно са српском војском (4. новембра) ослободила Ђаковицу. Есат — паша је Црногорцима предао Скадар 23. априла 1913. године. У првом Балканском рату Велички батаљон је био у саставу Горњо-васојевићке бригаде. Командант Горњо-васојевичке бригаде био је Ђенерал Радомир Вешовић. Командант батаљона је био мајор Констатин Микић, његов заменик Микаиле Јанковић, а батаљонски барјактар Радуле (Радоњин) Гојковић — Марић, који је рањен на Бардоњолу. Велички батаљон је учествовао у биткама за ослобођење Метохије, а дејствовао је на правцу: Чађевица — Стреочке планине — Дечани — Ђаковица. Велички батаљон је освојио утврђено брдо Чабрат изнад Ђаковице и на њему истакао своју заставу. Међе првима су се срели са братском Српском војском — Дринском дивизијом другог позива. Након ослобађања Косова и Метохије, главнина Величког батаљона је упућена на Скадар а део је задржан у Метохији. У бици за Скадар Велички батаљон је учествовао у освајању чувеног утврђења брда Бартонелт које је освојено борбом прса у прса чиме је створен услов за пад — предају Скадра. У првом Балканском рату, Велички батаљон је имао велике губитке, а највеће јунаштво су показали Радевићи, када су погинула петорица браће бранећи четни барјак, и одбранили га.
1915. година. Чакорски одред по формирању бројао је 700 војника. Командант одреда је био Радован Радовић. Одред је имао задатак да штити одступницу српске војске од Пећи кроз Ругову преко Чакора према Андријевици.
1915. година. повлачење Српске војске преко Албаније и Црне Горе (Албанска Голгота). Прва колона је кренула, 26. новембра 1915. из Призрена преко Везировог моста према Скадру и Љешу, у којој су били краљ, влада и дипломатски кор. Неколико дана касније, 30. новембра 1915. из Призрена креће друга колона, али другим правцем, преко Љум Куле, Пишкопеје, Елбасана и Тирани. А, из Пећи у повлачење крећу све три српске армије, главнина војске, правцем Пећ — Андријевица — Подгорица — Скадар.
1916. година. Чакорски одред је у бици, која је трајала од 6. до 10. јануара, спречио аустроугарску војску (делове девете брдске дивизије) да продре према Андријевици.

### Југославија
1918. година. Почетком савезничких офанзива пред крај Првог светског рата, и пробијања Солунског фронта, четовођа Бошко Ђуричанин донео је одлуку о свеопштем нападу на аустроугарску војску. Народ Горњег Полимља је дигнут на оружје 13. октобра. 1918. године. Истог дана је један аустроугарски батаљон који је бројао преко 700 војника, положио оружје у селу Доње Луге, на истом месту где је 1916. године положио оружје Полимски батаљон. Ова је био почетак ослобађања Црне Горе и прва победа комита у окупираној земљи.
Дана 14. октобра, Шекуларски комити које је водио мајор Мило Саичић са Беранским устаницима, ослободио је Беране, а комите Бошка Ђуричанина су ослободиле Плав.
1918. година. У Андријевици је 23. октобра одржан збор, грађана читавог Горњег Полимља и Горњих Васојевића. На збору је тражено уједињење са Србијом. Сутрадан 24. октобра, је одржан збор са истим захтевима у Беранама.
1919. година. 7. фебруара, муслимани и Албанци су се побунили против уједињења. Дошло је до одметништва. Под командом Лакића Војводића и Полимског батаљона шиптарско-муслиманска побуна је угушена. То је био и повод да се формира стална војска и граничне јединице. Успостављена је власт у Полимљу и Велици. Именован је први председник полимске општине Милија С. Ћулафић. Први председник Величке општине био је Мирко Петровић. За команданта војске, постављен је Бошко Ђуричанин.
Краљ Александар I Карађорђевић је 17. септембра 1925. године, посетио Чакор, и тада је пут Мурина — Чакор — Пећ, предао на употребу. На Чакору, у поздравној поруци након што је краљу Александару изнет со и хлеб, Новица Поповић — тада народни посланик, између осталог рекао је: "Добро нам дошао Господару! Дочекујући Вас данас овдје, гдје су кроз вјекове звиждали куршуми и сијевали ханџари, у љутим бојевима са отоманским и Шиптарским најездивачима, бранећи српство, ми поносно завршавамо последње странице наше старе историје и отварамо нову историску књигу на чијим корицама пише Живело слободно српство! Живео наш краљ Алекасндар I. Слава палим за крст часни и слободу златну, во вјека вјеков!“ Затим је Новица показао краљу где су се водиле вековне борбе, разрушене низамско — Арнаутске карауле, након чега је настало народно весеље.
1944. година. 28. јул. Због тешког пораза у немачкој операцији Драуфгенгер (Андријевичка операција), немачки и албански војници су извршили освету над цивилним становништвом у Велици и Горњој Ржаници. У Велици је само за два сата, зверски убијено, заклано, одрано и запаљено 428. дјеце, жена и стараца. Тај покољ су извршили моторизоване колоне остатка 14. СС пука 7. СС добровољачка брдска дивизија Принц Еуген и 21. СС брдска дивизија Скендербег (1. албанска) попуњене са балистима и Шиптарима из Албаније, Космета, Рашке, Плава и Гусиња. Командант СС трупа генерал-мајор Аугуст Шмитхубер, који је наредио овај злочин, правдао је следећим речима: "Очевидно је да је село Велика, насељено Црногорцима, на одговарајући начин непријатељу пружало помоћ. Према изјави једног заробљеника из Велике, тамо су поново боравила пропагандна одељења бандита и заврбовали су 20 младих Црногораца. Становништво није никада извештавало о доласку ових црвених пропагандних одељења. Тако исто нису обавештавали о преласку младића на страну бандита и одласку у Црну Гору.“ Сваке године на тај дан, Величани се окупљају код цркве Св. Кирика и Јулите у Велици, ради помена на жртве.
1947. године. Аугуст Шмитхубер, генерал који је наредио покољ цивилног становништва у Велици и Горњој Ржаници, истакнути нациста, од 1933. године, припадник СА одреда а од 1935. године, припадник СС, пред војним судом у Београду је у процесу од 5. фебруара до 13. фебруара 1947. године, проглашен кривим за ратне злочине и осуђен на смрт стрељањем. Стрељан је 27. фебруара 1947. године.
Године 2014. је, на иницијативу НВО "Клуб Велика", формирана Народна библиотека у Велици. На јавни позив Клуба да се прикупе књиге за формирање прве библиотеке у Велици, поред бројних Величана, одазвали су се и они који не воде поријекло из Велике, па чак ни из Црне Горе.
Данас библиотека броји 6.590 књига које су донирали и неке издавачке куће и предузећа:Издавачка кућа — Унирекс (Подгорица), Издавачка кућа — ИКЦ Соларис (Нови Сад), Предузеће — Радоје Дакић (Подгорица). Највећи број књига донирао је Бранко Јокић (1.980).

## Демографија
У насељу Велика живи 304 пунолетна становника, а просечна старост становништва износи 39,7 година (38,1 код мушкараца и 41,1 код жена). У насељу има 127 домаћинстава, а просечан број чланова по домаћинству је 3,28.
Ово насеље је углавном насељено Србима (према попису из 2003. године), а у последња три пописа, примећен је пад у броју становника.
|  |

| Демографија | Демографија | Демографија |
| Година      | Становника  | Становника  |
| ----------- | ----------- | ----------- |
|             |             |             |
|             |             |             |
|             |             |             |
|             |             |             |
| 1948.       | 1.352       |             |
| 1953.       | 1.368       |             |
| 1961.       | 1.249       |             |
| 1971.       | 1.059       |             |
| 1981.       | 717         |             |
| 1991.       | 505         | 504         |
| 2003.       | 417         | 417         |
| 2011.       |             | 308         |

| Национални састав према попису из 2003.‍ | Национални састав према попису из 2003.‍ | Национални састав према попису из 2003.‍ | Национални састав према попису из 2003.‍ | Национални састав према попису из 2003.‍ |
| --------------------------------------- | --------------------------------------- | --------------------------------------- | --------------------------------------- | --------------------------------------- |
|                                         |                                         |                                         |                                         |                                         |
| Срби                                    | Срби                                    |                                         | 312                                     | 74,82%                                  |
| Црногорци                               | Црногорци                               |                                         | 103                                     | 24,70%                                  |

| Национални састав према попису из 2011.‍ | Национални састав према попису из 2011.‍ | Национални састав према попису из 2011.‍ | Национални састав према попису из 2011.‍ | Национални састав према попису из 2011.‍ |
| --------------------------------------- | --------------------------------------- | --------------------------------------- | --------------------------------------- | --------------------------------------- |
|                                         |                                         |                                         |                                         |                                         |
| Срби                                    | Срби                                    |                                         | 228                                     | 74,03%                                  |
| Црногорци                               | Црногорци                               |                                         | 65                                      | 21,1%                                   |
| неизјашњени                             | неизјашњени                             |                                         | 14                                      | 4,54%                                   |

| Година пописа     | 1948. | 1953. | 1961. | 1971. | 1981. | 1991. | 2003. |
| ----------------- | ----- | ----- | ----- | ----- | ----- | ----- | ----- |
| Број домаћинстава | 285   | 277   | 234   | 216   | 194   | 159   | 127   |

| Број чланова      | 1   | 2  | 3  | 4  | 5  | 6  | 7 | 8 | 9 | 10 и више | Просек |
| ----------------- | --- | -- | -- | -- | -- | -- | - | - | - | --------- | ------ |
| Број домаћинстава | 127 | 35 | 27 | 13 | 19 | 12 | 8 | 4 | 6 | 2         | 1      |

| Пол    | Укупно | Неожењен/Неудата | Ожењен/Удата | Удовац/Удовица | Разведен/Разведена | Непознато |
| ------ | ------ | ---------------- | ------------ | -------------- | ------------------ | --------- |
| Мушки  | 156    | 62               | 80           | 11             | 3                  | 0         |
| Женски | 161    | 32               | 78           | 45             | 5                  | 1         |
| УКУПНО | 317    | 94               | 158          | 56             | 8                  | 1         |

| Пол    | Укупно                    | Пољопривреда, лов и шумарство | Рибарство                            | Вађење руде и камена | Прерађивачка индустрија       |
| ------ | ------------------------- | ----------------------------- | ------------------------------------ | -------------------- | ----------------------------- |
| Мушки  | 72                        | 23                            | 0                                    | 0                    | 2                             |
| Женски | 9                         | 2                             | 0                                    | 0                    | 2                             |
| УКУПНО | 81                        | 25                            | 0                                    | 0                    | 4                             |
| Пол    | Производња и снабдевање   | Грађевинарство                | Трговина                             | Хотели и ресторани   | Саобраћај, складиштење и везе |
| Мушки  | 3                         | 3                             | 3                                    | 0                    | 3                             |
| Женски | 0                         | 0                             | 1                                    | 0                    | 0                             |
| УКУПНО | 3                         | 3                             | 4                                    | 0                    | 3                             |
| Пол    | Финансијско посредовање   | Некретнине                    | Државна управа и одбрана             | Образовање           | Здравствени и социјални рад   |
| Мушки  | 0                         | 0                             | 25                                   | 2                    | 1                             |
| Женски | 0                         | 0                             | 0                                    | 0                    | 4                             |
| УКУПНО | 0                         | 0                             | 25                                   | 2                    | 5                             |
| Пол    | Остале услужне активности | Приватна домаћинства          | Екстериторијалне организације и тела | Непознато            | Непознато                     |
| Мушки  | 3                         | 0                             | 0                                    | 4                    | 4                             |
| Женски | 0                         | 0                             | 0                                    | 0                    | 0                             |
| УКУПНО | 3                         | 0                             | 0                                    | 4                    | 4                             |